# Daschanwesen (Ismaning)

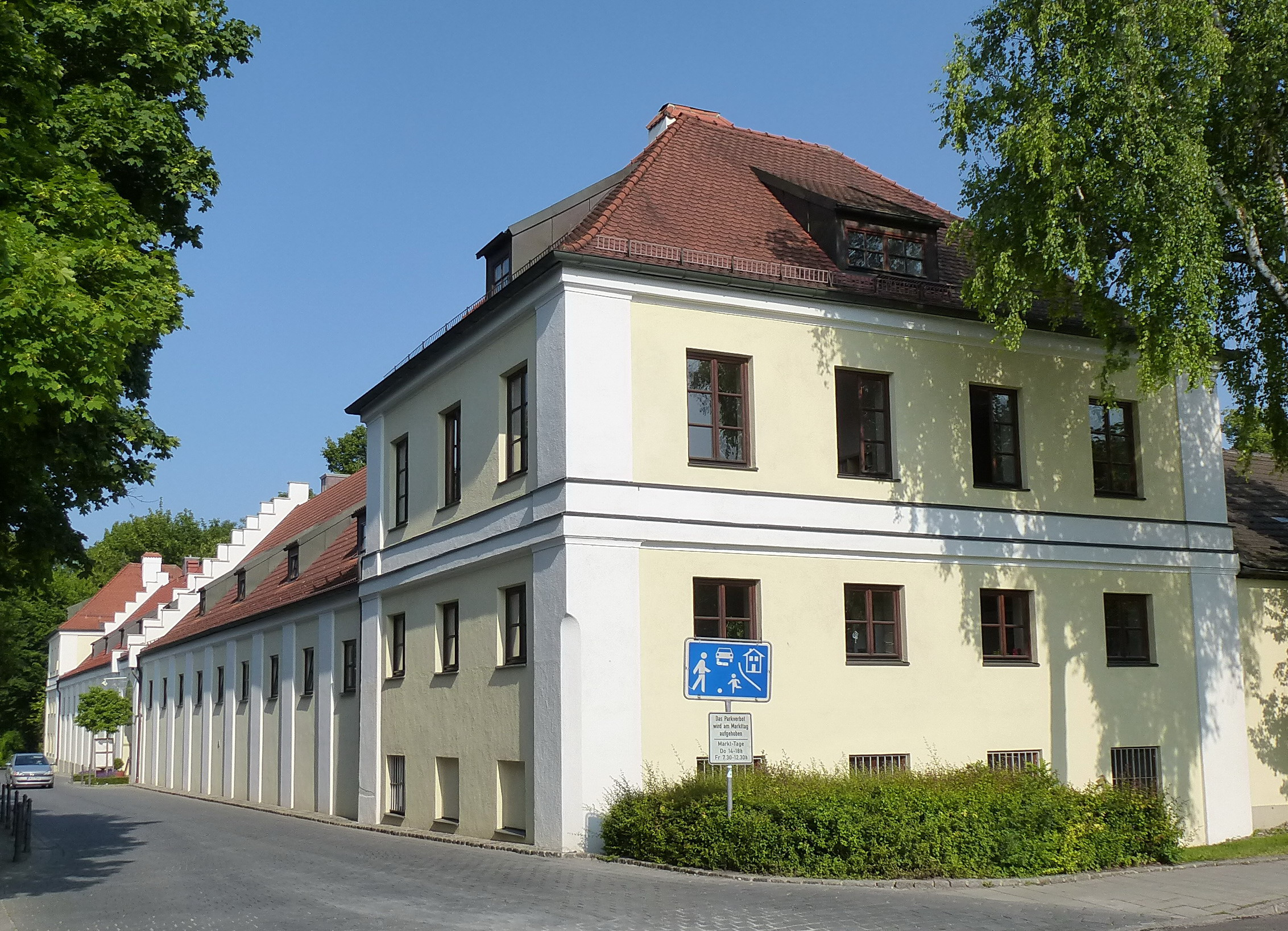
Daschanwesen

Das so genannte Daschanwesen ist ein denkmalgeschützter barocker Stalltrakt in der Gemeinde Ismaning (Oberbayern), am Kirchplatz (Aktennummer D-1-84-130-7). Das Gebäude wurde um 1730 unter dem Freisinger Fürstbischof Johann Theodor als Teil der Ökonomie seines Schlosses gegenüber der Pfarrkirche St. Johann Baptist errichtet. Heute bildet es den nördlichen Abschluss des historischen Ortskerns von Ismaning.
Das Anwesen besteht aus einem langgestreckten Stalltrakt. In der Mitte ist das Gebäude durch eine große aufgedoppelte Tordurchfahrt durchbrochen. Die Putzfassade ist durch Lisenen gegliedert. An der westlichen und östlichen Stirnseite sind die Stallungen durch zwei dreigeschossige Kopfbauten mit für das Münchener Umland typischen Walmdächern abgeschlossen.
Unter Fürstbischof Johann Theodor waren in dem Gebäude bis zu 200 Pferde untergebracht. Mit dem Verkauf des Schlosses gelangten 1899 auch die Stallungen in den Besitz der Stadt München. 1919 erwarb die Gemeinde Ismaning Schloss und zugehörige Gebäude. Drei Wochen nach dem Kauf tauschte die Gemeinde mit dem Ehepaar Franz und Katharina Dasch die Stallungen gegen ihren 1903 gegenüber auf dem heutigen Kirchplatz errichteten Bauernhof. Heute befindet sich in dem Gebäude ein Bistro.